# Bernd Posselt

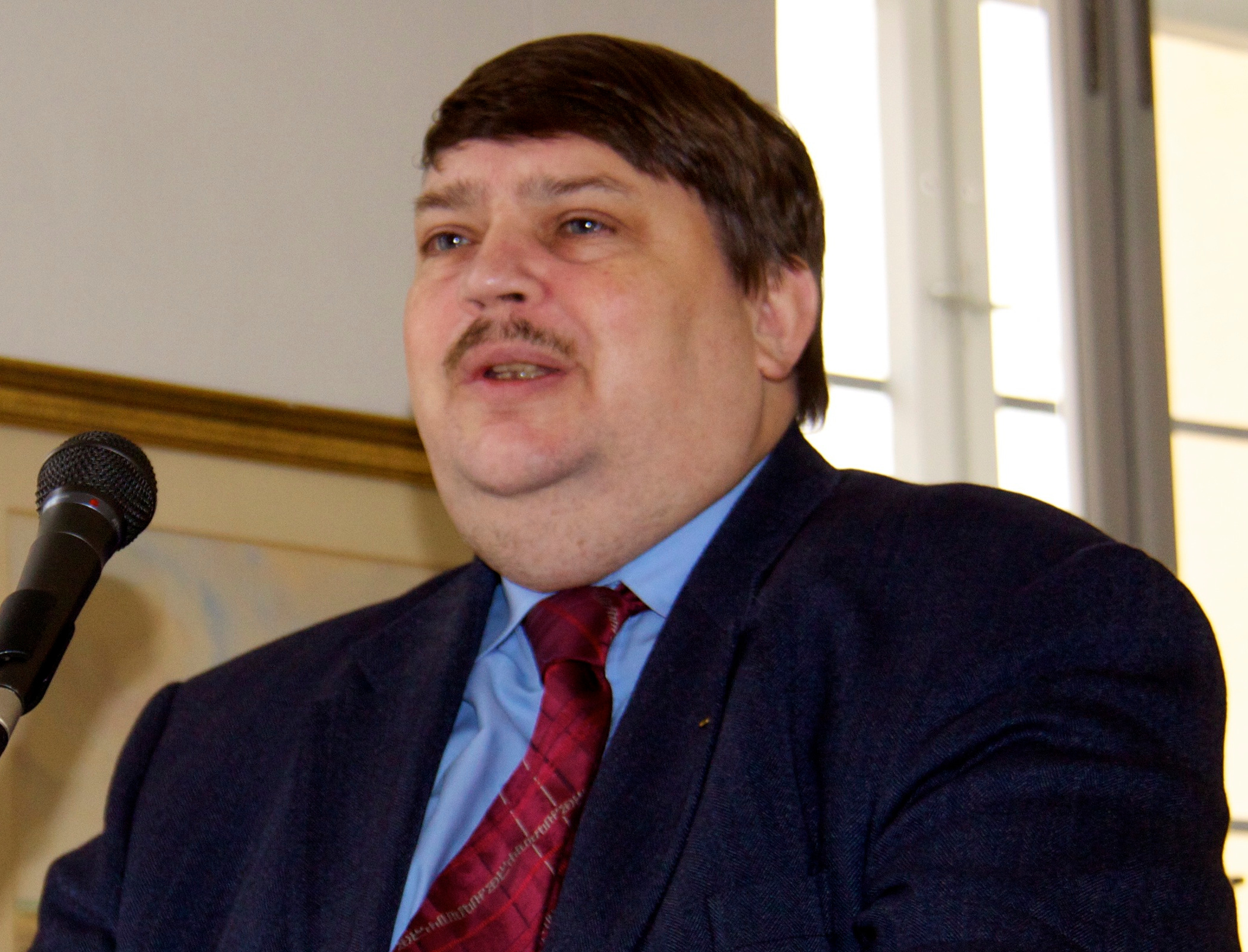
Bernd Posselt (2013)

Bernd Posselt (* 4. Juni 1956 in Pforzheim) ist ein deutscher Politiker (CSU) und ehrenamtlicher Funktionsträger bei der Paneuropa-Union sowie bei den Sudetendeutschen. Er war von 1994 bis 2014 Mitglied des Europäischen Parlamentes für Bayern, ist seit 1998 Präsident der Paneuropa-Union Deutschland und seit 2008 Sprecher der Sudetendeutschen Volksgruppe. Er war von 2000 bis 2008 und ist wieder seit 2014 außerdem Bundesvorsitzender der Sudetendeutschen Landsmannschaft. Er gehört überdies dem Kuratorium des Forums deutscher Katholiken an.

## Leben
Posselt ist Katholik. Er lebt und arbeitet in München. Sein Vater stammt aus Gablonz in Nordböhmen und seine Mutter aus Graz. Von 1974 bis 1976 volontierte er bei den Badischen Neuesten Nachrichten und ist seitdem auch als Journalist tätig.

### Otto von Habsburg und die Paneuropa-Union
1975 gründete Posselt die Paneuropa-Jugend Deutschland, deren Bundesvorsitzender er bis 1990 war. Er ist Mitinitiator des 1976 gegründeten Brüsewitz-Zentrums und Mitglied der Internationalen Gesellschaft für Menschenrechte. Von 1978 bis 1994 war er enger politischer Mitarbeiter und Pressesprecher Otto von Habsburgs, des damaligen Präsidenten der internationalen Paneuropa-Union, ab 1979 in dessen Eigenschaft als Mitglied des Europäischen Parlamentes.
Seit 1986 ist er Mitglied des Vorstandes der Paneuropa-Union Deutschland, zunächst als Vizepräsident, dann von 1989 bis 1998 als Geschäftsführender Vizepräsident, und schließlich seit 1998 als Präsident. Als Präsidiumsmitglied der internationalen Paneuropa-Union koordinierte er seit Anfang der achtziger Jahre die Untergrund-Gruppen der Paneuropa-Union in den kommunistischen Staaten Mittel- und Osteuropas. In diesem Zusammenhang war Posselt im Sommer 1989 Mitorganisator des Paneuropäischen Picknicks, bei dem erstmals der Eiserne Vorhang geöffnet wurde und rund 700 DDR-Bewohner über die ungarisch-österreichische Grenze in den Westen flüchten konnten. Seit 1993 ist er Leiter eines Paneuropa-Arbeitskreises, der sich mit den Nachfolgestaaten des ehemaligen Jugoslawiens sowie Albanien beschäftigt.

### Politische Aktivitäten und Engagement für Heimatvertriebene
Seit 1993 gehört Posselt dem Bezirksvorstand der CSU München an, ist seit 1997 Landesvorsitzender der Union der Vertriebenen und Aussiedler (UdV) in der CSU sowie seit 2000 Mitglied des CSU-Parteivorstandes, in dem er seit 2014 als Beauftragter für die Kontakte nach Mittel- und Osteuropa fungiert.
Er ist seit 2008 Sprecher, also oberster politischer Repräsentant der Sudetendeutschen Volksgruppe und übt dieses Amt seit 2014 in Personalunion mit dem Bundesvorsitz der Sudetendeutschen Landsmannschaft aus, den er von 2000 bis 2008 schon einmal innehatte. Er ist einer der Hauptorganisatoren der Sudetendeutschen Tage. Seit 1998 ist er Mitglied des damals von den Regierungen in Prag und Berlin ernannten offiziellen Deutsch-Tschechischen Gesprächsforums.
Posselt hält sich oft in Tschechien auf. Im Dezember 2010 begleitete er Horst Seehofer zum ersten offiziellen Besuch eines Bayerischen Ministerpräsidenten in Prag. Auch im November 2011 war er Mitglied einer offiziellen Delegation Seehofers, die Gespräche mit dem tschechischen Ministerpräsidenten Petr Nečas führte. 2014 wurde er zum Beauftragten für Ostmittel- und Osteuropa der CSU berufen.
Er ist aktiv in der kirchlichen Europaarbeit, organisiert zweimal im Jahr einen christlichen Europatag im oberbayerischen Kloster Andechs und betätigt sich im christlich-jüdisch-islamischen Dialog.
Er gehört zu den 89 Personen aus der Europäischen Union, gegen die Russland – wie Ende Mai 2015 bekannt wurde – ein Einreiseverbot verhängt hat.

### Europapolitik
Posselt war Mitglied des Europäischen Parlamentes von 1994 bis 2014 und gehörte in dieser Zeit u. a. dem Außenpolitischen Ausschuss, dem Außenhandelsausschuss, dem Innenausschuss und dem Kulturausschuss an und kümmerte sich zudem um Fragen der Bioethik. Seit 1994 engagiert er sich in der Interfraktionellen Arbeitsgruppe für Minderheitensprachen im Europäischen Parlament. Eines seiner Spezialgebiete ist Südosteuropa. So wirkte er als Berichterstatter und als Schattenberichterstatter am Beitritt von Slowenien und Kroatien zur EU sowie an der Anerkennung der Republik Kosovo durch die meisten EU-Mitgliedstaaten aktiv mit.
Er kandidierte bei der Europawahl 2014 auf Platz sechs der CSU-Landesliste, verfehlte jedoch knapp den Wiedereinzug, nachdem er mit 20 Jahren eine der längsten Amtszeiten im Europaparlament innehatte. Er arbeitet seitdem wieder als freier Journalist und nimmt auf eigene Kosten, jedoch ohne Mandat und Stimmrecht, am Politikbetrieb des Europäischen Parlaments teil.
Bei der Europawahl 2019 kandidierte Posselt auf Listenplatz sieben, wurde jedoch nicht in das Europäische Parlament gewählt.
Er kandidierte bei der Europawahl 2024 auf Platz 10 der CSU-Landesliste, wurde aber nicht ins Parlament gewählt.

## Inhalte
Posselt setzt sich für die Europäische Einigung ein. Er vertritt die Vision eines Europäischen Bundesstaates mit gemeinschaftlicher Außen- und Sicherheitspolitik sowie einem starken supranationalen Parlament, das eine Europäische Regierung wählt. Er spricht sich journalistisch und politisch gegen nationalistische Bewegungen aus und ist bekannt als Fürsprecher und Unterstützer der europäischen Gemeinschaft. Zugleich befürwortet er die Stärkung regionaler Kulturen und Minderheiten und spricht sich für ein Europäisches Volksgruppenrecht und für Vielfalt in Europa aus. Zu seinen Arbeitsschwerpunkten gehören die Völkerverständigung sowie die Vertretung von Minderheitenfragen.
Eines seiner Anliegen ist die Verbesserung der Beziehungen zwischen Sudetendeutschen und Tschechen. Er suchte regelmäßig das Gespräch mit tschechischen Politikern und Vertretern der tschechischen Zivilgesellschaft, insbesondere in seiner Rolle als Europaabgeordneter, aber auch in seinen Führungsfunktionen bei den Sudetendeutschen. Er entschuldigte sich öffentlich für „den sudetendeutschen Anteil an den Verbrechen der Nationalsozialisten“ und verzichtete im Namen seiner Familie auf Rückforderungen von enteignetem Besitz. 2015 wurde auf seine Initiative das Ziel, die „Wiedergewinnung“ der Heimat „durchzusetzen“, aus der Satzung der Sudetendeutschen Landsmannschaft gestrichen.

## Schriften
- Sturmzeichen. Politische Texte 1978–1994. Amalthea, Wien, München 1994. ISBN 3-85002-352-4.
- Ist Religion gefährlich? Wahrheit und Terrorismus. Sankt Ulrich, Augsburg 2007. ISBN 978-3-936484-95-3.
- Bernd Posselt erzählt Europa. Geschichte und Personen – Bauplan und Visionen. Friedrich Pustet, Regensburg 2018. ISBN 978-3-7917-3042-4. Zweite Auflage 2019.
- Bernd Posselt vypráví o Evropě. Dějiny a osoby – stavební plán a vize. Editions Pulchra, Praha 2020. ISBN 978-80-7564-050-5.

## Ehrungen und Auszeichnungen
- 1999: Orden des Kroatischen Flechtwerks
- 2001: Verdienstkreuz am Bande der Bundesrepublik Deutschland
- 2005: Europa-Medaille des Freistaates Bayern
- 2008: Bayerischer Verdienstorden
- 2009: Bayerische Verfassungsmedaille in Silber.
- 2010: juristischer Ehrendoktortitel der Ukrainischen Freien Universität in München
- 2011: Komtur des Verdienstordens der Republik Ungarn
- 2016: Preis Stavitel mostů
- 2016: Kunstpreis zur deutsch-tschechischen Verständigung
- 2017: Pro meritis scientiae et litterarum
- 2018: Ante-Starčević-Orden der Republik Kroatien[30]